# FV101 Scorpion
FV101 Scorpion – brytyjski lekki czołg rozpoznawczy, należący do rodziny pojazdów CVR(T), opracowany przez przedsiębiorstwo Alvis na początku lat 70. XX wieku.

## Historia
We wrześniu 1967 roku Alvis otrzymał od British Army kontrakt na budowę 17 prototypowych egzemplarzy nowego pojazdu rozpoznawczego. Pierwszy z nich ukończony został w styczniu 1969 roku. W maju 1970 roku armia brytyjska zadecydowała o przyjęciu pojazdu do służby, a w październiku zamówienie złożyła także armia belgijska. Pierwsza dostawa czołgów Scorpion dla British Army miała miejsce w styczniu 1972 roku, rok później pierwsze pojazdy trafiły do Belgii.
W kolejnych latach pojazdy zakupione zostały przez armie kilkunastu innych państw, a także brytyjski Royal Air Force.
Pojazdy te służyły w British Army do 1993 roku. Produkcja czołgów Scorpion przeznaczonych na eksport trwała co najmniej do drugiej połowy lat 90. Przez cały ten okres wyprodukowanych zostało ponad 3000 egzemplarzy czołgu, z czego około 1500 wykorzystywanych było przez wojsko brytyjskie.
Czołgi te wzięły udział m.in. w wojnie iracko-irańskiej, wojnie falklandzkiej oraz I wojnie w Zatoce Perskiej.

## Konstrukcja
Czołg podzielony jest na trzy przedziały – w przedniej części pojazdu znajdują się przedział kierowcy (z lewej strony) i silnikowy (z prawej), z tyłu mieści się przedział bojowy. Załogę pojazdu stanowią trzy osoby – kierowca, strzelec i dowódca. Uzbrojenie pojazdu stanowi 76-mm armata L23A1 oraz sprzężony z nią karabin maszynowy L43A1 kalibru 7,62 mm. Część pojazdów eksportowych posiadało armatę kalibru 90 mm oraz dodatkowy karabin maszynowy zamocowany przy włazie dowódcy. Na wyposażeniu pojazdu znajduje się system ochrony ABC.
Czołg przystosowany jest do transportu na pokładzie samolotu C-130 Hercules.